# EQUAL
Inicjatywa Wspólnotowa EQUAL – jeden z instrumentów finansowych Unii Europejskiej w okresie 2000-2006. Celem inicjatywy wspólnotowej EQUAL było promowanie w drodze współpracy ponadnarodowej nowych sposobów zwalczania wszystkich form dyskryminacji i nierówności na rynku pracy (stąd nazwa, ang. equal – równy), zarówno wobec osób zatrudnionych, jak i poszukujących pracy. EQUAL obejmował również działania na rzecz osób ubiegających się o status uchodźcy.
Inicjatywa Wspólnotowa EQUAL była częścią strategii Unii Europejskiej na rzecz stworzenia większej liczby lepszych miejsc pracy i zapewnienia szerokiego do nich dostępu. Programy w ramach inicjatywy wspólnotowej EQUAL były dofinansowane przez Europejski Fundusz Społeczny. W Polsce Program Inicjatywy Wspólnotowej EQUAL wdrażany był przez Fundację "Fundusz Współpracy" będącą Krajową Strukturą Wsparcia dla tego programu.
Zakres działań Inicjatywy Wspólnotowej EQUAL w Polsce obejmował pięć tematów:
1. Temat A: Ułatwianie wchodzenia i powrotu na rynek pracy osobom mającym trudności z integracją lub reintegracją na rynku pracy, celem promowania rynku pracy otwartego dla wszystkich.
2. Temat D: Wzmocnienie krajowej gospodarki społecznej (trzeciego sektora), a w szczególności usług na rzecz społeczności lokalnych oraz poprawa jakości miejsc pracy.
3. Temat F: Wspieranie zdolności przystosowawczych przedsiębiorstw i pracowników do zmian strukturalnych w gospodarce oraz wykorzystania technologii informacyjnych i innych nowych technologii.
4. Temat G: Godzenie życia rodzinnego i zawodowego oraz ponowna integracja kobiet i mężczyzn, którzy opuścili rynek pracy, poprzez wdrażanie bardziej elastycznych i efektywnych form organizacji pracy oraz działań towarzyszących.
5. Temat I: Pomoc w społecznej i zawodowej integracji osób ubiegających się o status uchodźcy.